# Marcillé-Robert
Marcillé-Robert település Franciaországban, Ille-et-Vilaine megyében. Lakosainak száma 994 fő (2022. január 1.). Marcillé-Robert Moulins, Retiers, Bais, Boistrudan, Essé, Le Theil-de-Bretagne és Visseiche községekkel határos.

## Népesség
A település népességének változása:
| Lakosok száma | 983  | 837  | 837  | 922  | 973  | 977  | 959  | 951  | 947  | 994  |
|               | 1968 | 1982 | 1990 | 2006 | 2013 | 2015 | 2017 | 2019 | 2020 | 2022 |